# Кирило-Мефодіївський храм (Умань)
³
Кирило-Мефодіївський храм — храм при Уманському педуніверситеті УПЦ МП Черкаської єпархії в місті Умань. Знаходиться в центральній частині міста в основному навчальному корпусі університету.

## Історія
Нині настоятелем храму є випускник ОДС протоієрей Миколай Іщенко. За цього настоятеля проведено ремонт і розпис храму.

## Зображення

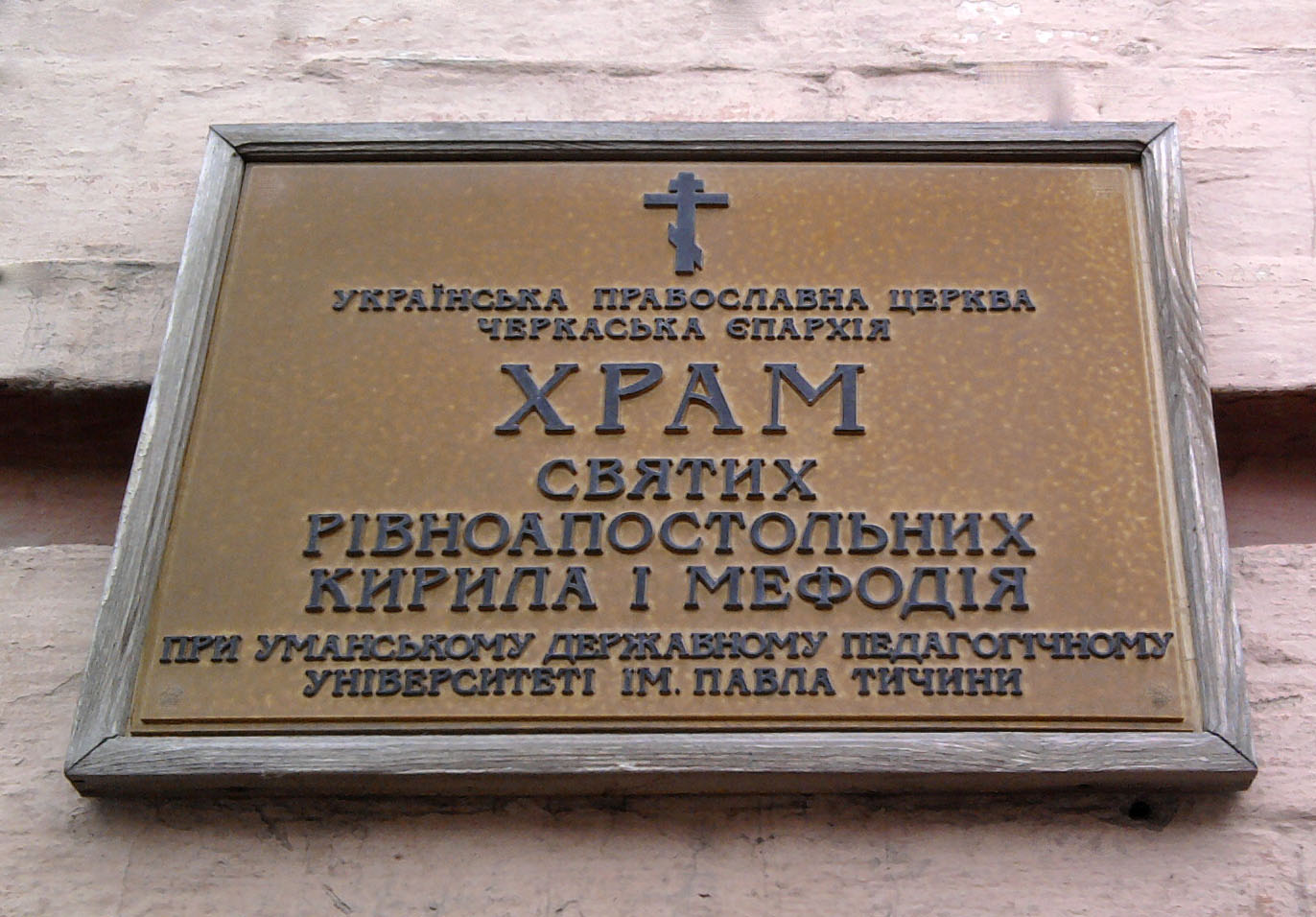
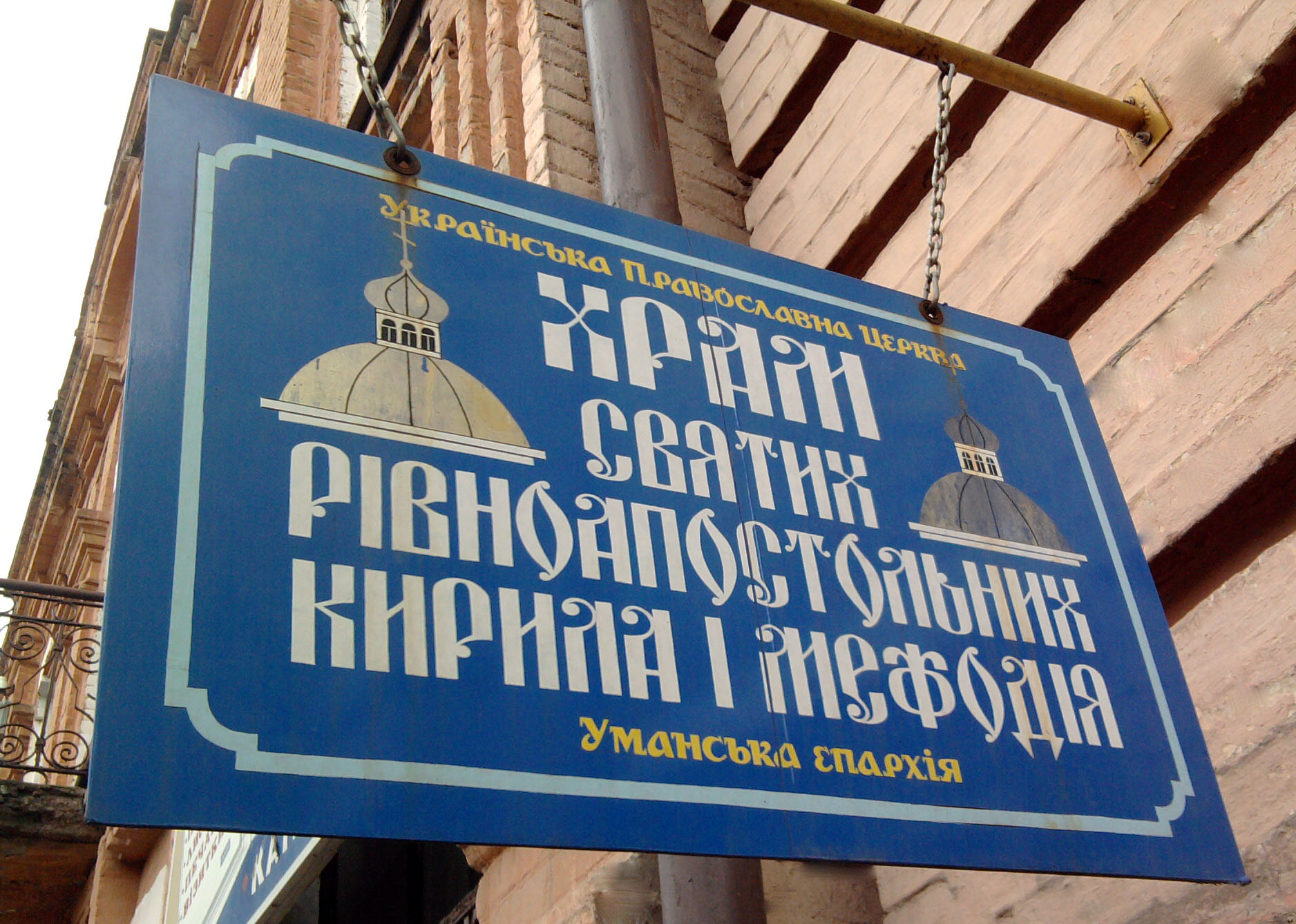